# Lycosa wulsini
Lycosa wulsini är en spindelart som beskrevs av Fox 1935. Lycosa wulsini ingår i släktet Lycosa och familjen vargspindlar. Inga underarter finns listade i Catalogue of Life.